# Adolf Schlagintweit

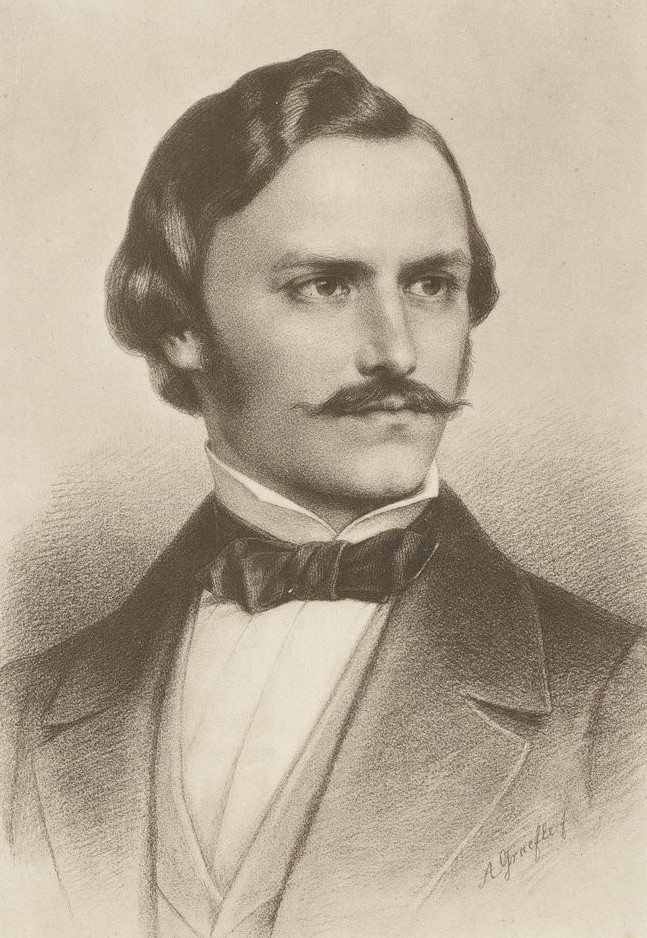
Adolf Schlagintweit

Adolf Schlagintweit (* 9. Januar 1829 in München; † 26. August 1857 in Kaschgar) war ein deutscher Reisender und Entdecker.

## Leben
Der Sohn von Joseph Schlagintweit machte 1847 sein Abitur am Wilhelmsgymnasium München. Danach ging er an die Universität München, an der er mit der Dissertation De Cataractarum origine zum Dr. med. promoviert wurde.
Schlagintweit veröffentlichte zusammen mit seinem älteren Bruder Hermann die gemeinsamen Forschungsergebnisse zu meteorologischen und geologischen Beobachtungen in den Alpen (Untersuchungen über die physikalische Geographie der Alpen, Leipzig 1850). Er besuchte dann gemeinsam mit seinem Bruder England und Schottland, bevor sie weitere Untersuchungen der Alpen in Angriff nahmen. Hier scheiterten sie an der Erstbesteigung der Dufourspitze, die höchster Gipfel des Monte Rosa ist, nur knapp.

Robert, Adolf und Hermann Schlagintweit

Schlagintweit habilitierte sich an der Universität München mit der geologischen Aufnahme der Bayerischen Alpen, die er 1852 und 1853 fortgesetzt hatte. Zusammen mit seinem Bruder Hermann veröffentlichte er die Ergebnisse in Neue Untersuchungen über die physikalische Geographie und die Geologie der Alpen (Leipzig 1854).
Die Brüder erhielten durch die Vermittlung von Alexander von Humboldt einen Auftrag des preußischen Königs Friedrich Wilhelm IV. und der Britischen Ostindienkompanie zur weiteren wissenschaftlichen Erforschung Indiens, auf der sie auch ihr jüngerer Bruder Robert begleitete. Über Bombay reiste man durch den Dekkan nach Madras. Adolf und Robert gingen darauf in die nordwestlichen Provinzen und beschäftigten sich seit April 1855 mit der Erforschung der Hochgebirgswelt des Himalaya, insbesondere der Hochpässe und Riesengletscher des westlichen Teils. Am 7756 m hohen Kamet erklommen sie eine Höhe von 6785 m, was einen Höhenrekord für ihre Zeit darstellte.
Den Winter 1855 auf 1856 verbrachten sie mit Untersuchungen auf der indischen Halbinsel und trafen im Mai bei Shimla wieder mit Hermann zusammen. Alle drei wandten sich nun Hochasien zu, wo sie sich einzeln und auch gemeinsam nach Kaschmir, Ladakh und Baltistan begaben.
Adolf Schlagintweit bereiste im Sommer 1857 erneut das Hochland nördlich des Himalaya, überschritt den Kunlun östlicher als seine Brüder im Jahr zuvor und stieg dann nach Turkestan hinab. In der Nähe von Kaschgar wurde er gefangen genommen und am 26. August 1857 ohne Prozess oder Anhörung am Hof des Hodschas Wali Khan als chinesischer Spion enthauptet.

## Grabstätte

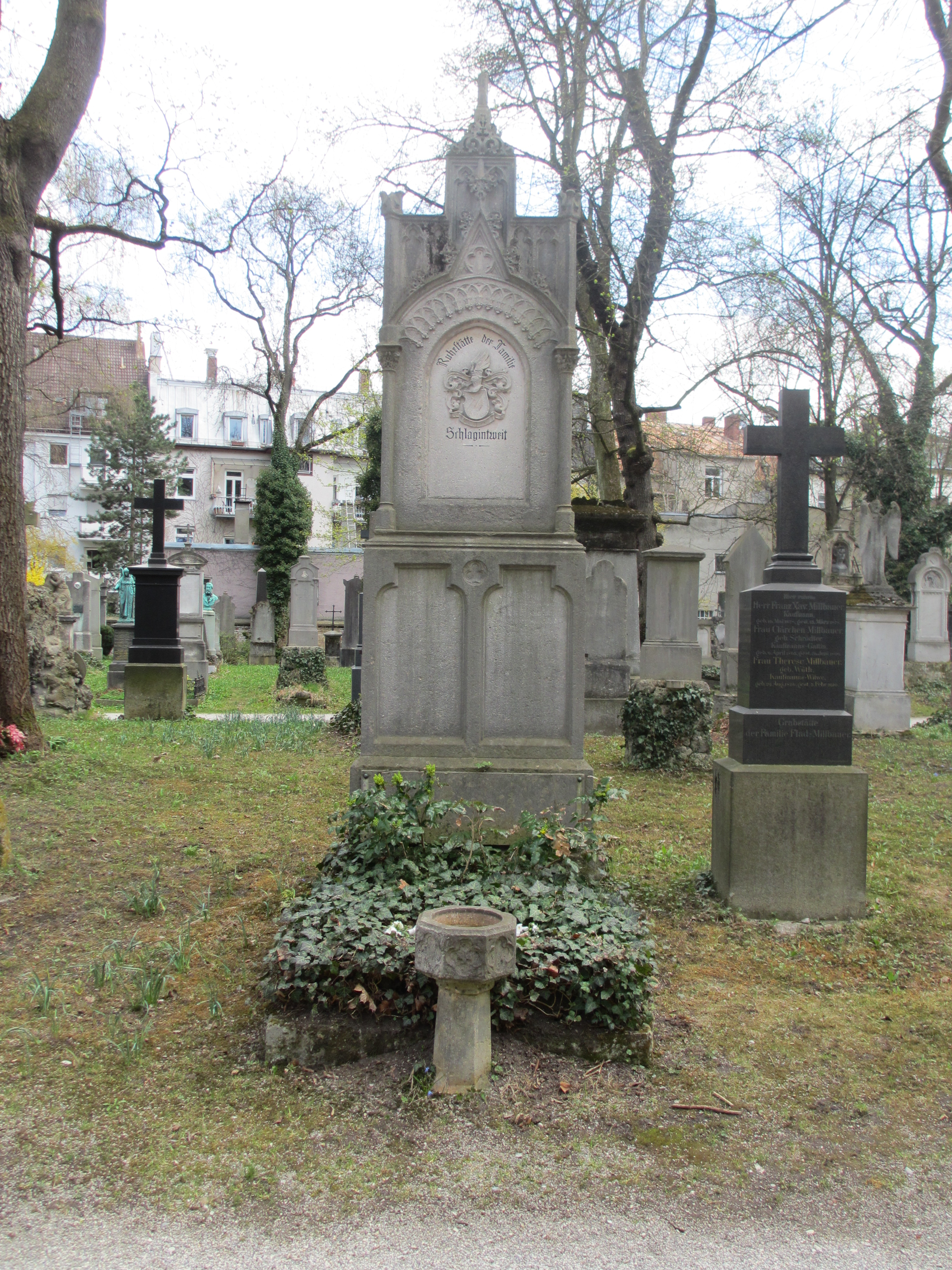
Grab von Adolf Schlagintweit auf dem Alten Südlichen Friedhof in München

Die Grabstätte von Adolf Schlagintweit befindet sich auf dem Alten Südlichen Friedhof in München (Gräberfeld 2 – Reihe 7 – Platz 16/17) Standort. In dem Grab liegt auch sein Vater Joseph Schlagintweit und sein Bruder Hermann Schlagintweit.

## Ausstellung
Über den Himalaya. Die Expedition der Brüder Schlagintweit nach Indien und Zentralasien. Ausstellung im Alpinen Museum des Deutschen Alpenvereins München. Vom 19. März 2015 bis 10. Januar 2016.

## Ehrungen
Die Pflanzengattungen Schlagintweitia Griseb. aus der Familie der Korbblütler (Asteraceae) und Schlagintweitiella Ulbr. aus der Familie der Hahnenfußgewächse (Ranunculaceae) sind nach den drei Brüdern Adolf Schlagintweit, Hermann von Schlagintweit und Robert von Schlagintweit benannt.